# 百論
《百論》二卷，提婆造，婆藪（Vasu）释，鳩摩羅什译，三論之一。據傳提婆之梵本，原有二十品，每一品有五偈（三十二字为一偈），合有百偈。故称百论。然译者略後十品，现本只存前十品。且依婆藪之注解，罗什之翻译，句数稍为增减。现品之偈数无定矣。現存的唯一註釋是嘉祥吉藏的《百論疏》。
《百论僧肇序》曰：“论凡二十品，品各五偈。後十品，其人以为无益此土，故阙不传。”《百论嘉祥疏》一曰：“依提婆梵本，品皆五偈，无多少也。而有多少者三义：一注人释有广略，二翻论人复重增减，三方言不同。故多少者不定也。”
呂澂認為《百論》第一品〈捨罪福品〉譯文分量相當大，內容概括了《四百論》前八品的要義。另外九品，則相當於《四百論》的後八品。